# Marcus Trufant
Marcus Lavon Trufant (Tacoma, 25 dicembre 1980) è un ex giocatore di football americano statunitense che ha giocato nel ruolo di cornerback nella National Football League. Fu l'11º scelta assoluta da parte dei Seattle Seahawks nel Draft NFL 2003. Al college ha giocato a football a Washington State.

## Carriera professionistica

### Seattle Seahawks
Trufant fu scelto dai Seattle Seahawks come 11º scelta assoluta del draft 2003. Il suo impatto nella NFL fu subito notevole, con molti quarterback che evitavano di lanciare nella sua area di copertura. Proveniente da Tacoma e laureato alla Washington State University, Trufant era considerato un idolo cittadino. Nel 2007 giocò un ruolo importante nella difesa dei Seahawks, con un record in carriera di 7 intercetti, di cui uno ritornato in un touchdown da 84 yard. Inoltre deviò 15 passaggi e mise a segno 85 tackle, venendo selezionato per il Pro Bowl del 2008 alle Hawaii. Il 21 febbraio 2008 i Seahawks applicarono su di lui la franchise tag, prolungandogli il contratto di un anno con un accordo del valore di 9,465 milioni di dollari.
Il 26 marzo 2008 i Seahawks fecero firmare a Trufant un nuovo contratto di 6 anni, del valore di 50,2 milioni di dollari, compreso un bonus di 10 milioni alla firma.
Il 1º aprile 2010, Marcus Trufant viaggiò alla Cambridge Elementary School a Surrey, Columbia Britannica, Canada in quanto uno degli studenti di tale istituto, Tyler Wedel, fu uno dei quattro canadesi vincitori del concorso della NFL Take A Player To School (porta un giocatore a scuola) ed il vincitore Wedel scelse Trufant per parlare agli studenti della sua carriera e della esperienza nella NFL.
La stagione 2011 di Trufant terminò già il 17 ottobre a causa di un infortunio e fu messo in lista infortunati.
Il 7 marzo 2012, Trufant fu svincolato dai Seahawks ma il 9 aprile firmò un nuovo contratto annuale.
Il 5 maggio 2012, Trufant fu inserito nella Pacific Northwest Football Hall of Fame. Nella stagione 2012l l'ultima a Seattle, disputò 12 partite, 2 delle quali come titolare, mettendo a segno 34 tackle e forzando un fumble.

### Jacksonville Jaguars
Il 7 maggio 2013, Trufant firmò coi Jacksonville Jaguars, ritrovando il suo ex coordinatore difensivo Gus Bradley, nel frattempo divenuto capo-allenatore dei Jaguars. Il 31 agosto 2013 fu svincolato.
Il 24 aprile 2014, Trufant firmò un contratto di un giorno con Seattle per ritirarsi come Seahawk.

## Palmarès

### Franchigia
- National Football Conference Championship: 1

Seattle Seahawks: 2005

### Individuale
- Convocazioni al Pro Bowl: 1

2007
- First team All-Pro: 1

2007
- PFWA All-Rookie Team - 2003
- Formazione ideale del 35º anniversario dei Seahawks
- 50 migliori giocatori del 50º anniversario dei Seahawks

## Statistiche
| Partite totali   | 216 |
| Tackle totali    | 644 |
| Sack fatti       | 2,0 |
| Intercetti fatti | 21  |